# 凱烏斯·桑普森
凱烏斯·納撒尼爾·桑普森（英語：Keyvius Nathaniel Sampson，1991年1月16日—） ，為美國的棒球選手，守備位置為投手，曾效力於美國職棒辛辛那提紅人隊、韓國職棒韓華鷹隊及中華職棒統一7-ELEVEn獅隊。目前效力於中華職棒富邦悍將隊。於統一7-ELEVEn獅隊時期的中文登錄名為「克維斯」；於富邦悍將隊時期改名為「戈威士」。

## 生平

### 美國職棒時期
2009年美國職棒選秀會在第四輪第144順位被聖地牙哥教士隊選中，同年在小聯盟出賽4場比賽、防禦率3.38。
2010年於低階1A出賽10場比賽，拿下3勝3敗、防禦率3.56。
2011年在1A出賽24場比賽，拿下12勝3敗、防禦率2.90。
2013年11月20日，進入到教士隊的40人名單，不過卻沒有上大聯盟的機會，2014年整季皆在3A出賽，38場出賽，2勝5敗、防禦率6.68。同年12月29日被DFA。
2015年1月8日，被讓渡後轉隊至辛辛那提紅人隊，並在7月30日升上大聯盟。總計該年在大聯盟出賽13場比賽，其中12場擔任先發投手，拿下2勝6敗、防禦率6.54。
2016年4月20日，再次遭到DFA，2天後被下放至3A。5月18日升上大聯盟，出賽18場比賽0勝1敗、防禦率4.35。12月2日成為自由球員。12月17日，和亞利桑那響尾蛇隊簽下小聯盟合約，並受邀參加大聯盟春訓。
2017年，在3A的雷諾王牌隊出賽12場比賽後，於6月15日遭到釋出，隔天隨即和德州遊騎兵隊簽約，但又遭到釋出，直到6月26日才和邁阿密馬林魚隊簽約。

### 韓國職棒時期
2017年11月13日，韓華鷹隊和桑普森簽下合約，2018年出賽30場比賽，13勝8敗、防禦率4.68。其中勝投數和195次奪三振是該年韓華鷹中最多的，更獲得韓國職棒三振王，不過沒有獲得續約。

### 重返美國職棒
2019年1月5日，和舊金山巨人隊簽下小聯盟合約，不過該年只在小聯盟出賽6場比賽。11月4日成為自由球員。
2021年4月2日，和芝加哥白襪隊簽下小聯盟合約，但該年在小聯盟依然只出賽了8場比賽，於7月20日遭到釋出。7月28日和獨立棒球聯盟中的美國職業棒球協會堪薩斯市君主隊簽約。
2022年5月13日，和大西洋職業棒球聯盟列剋星敦傳奇隊簽約。

### 中華職棒時期
2022年7月6日，和統一7-ELEVEn獅隊簽約，出賽11場比賽，3勝5敗、防禦率3.54。季末獲得續約。
2023年，出賽21場比賽，8勝5敗、防禦率3.11。10月29日於季後賽第二戰於2局下遭到打者陳俊秀擊出強襲球擊中頭部造成腦震盪，但球季結束後無大礙並搭機返美。
2024年2月14日，和富邦悍將隊簽約，但因表現下滑，於同年5月13日被註銷註冊，僅能在二軍出賽至7月底合約期滿。

## 職棒生涯成績

### 美國職棒
| 年度 | 球隊         | 出賽 | 先發 | 勝投 | 敗投 | 中繼 | 救援 | 完投 | 完封 | 三振 | 四死 | 責失 | 投球局數 | 自責分率 | 被上壘率 |
| ---- | ------------ | ---- | ---- | ---- | ---- | ---- | ---- | ---- | ---- | ---- | ---- | ---- | -------- | -------- | -------- |
| 2015 | 辛辛那提紅人 | 13   | 12   | 2    | 6    | 0    | 0    | 0    | 0    | 42   | 26   | 38   | 52.1     | 6.54     | 1.78     |
| 2016 | 辛辛那提紅人 | 18   | 2    | 0    | 1    | 0    | 0    | 0    | 0    | 42   | 27   | 19   | 39.1     | 4.35     | 1.70     |
| 合計 | 2年          | 31   | 24   | 2    | 7    | 0    | 0    | 0    | 0    | 84   | 53   | 57   | 91.2     | 5.60     | 1.70     |

### 韓國職棒
| 年度 | 球隊   | 出賽 | 先發 | 勝投 | 敗投 | 中繼 | 救援 | 完投 | 完封 | 三振 | 四死 | 責失 | 投球局數 | 自責分率 | 被上壘率 |
| ---- | ------ | ---- | ---- | ---- | ---- | ---- | ---- | ---- | ---- | ---- | ---- | ---- | -------- | -------- | -------- |
| 2018 | 韓華鷹 | 30   | 29   | 13   | 8    | 0    | 0    | 0    | 0    | 195  | 79   | 84   | 161.2    | 4.68     | 1.38     |
| 合計 | 1年    | 30   | 29   | 13   | 8    | 0    | 0    | 0    | 0    | 195  | 79   | 84   | 161.2    | 4.68     | 1.38     |

### 中華職棒
| 年度 | 球隊           | 出賽 | 先發 | 勝投 | 敗投 | 中繼 | 救援 | 完投 | 完封 | 三振 | 四死 | 責失 | 投球局數 | 自責分率 | 被上壘率 |
| ---- | -------------- | ---- | ---- | ---- | ---- | ---- | ---- | ---- | ---- | ---- | ---- | ---- | -------- | -------- | -------- |
| 2022 | 統一7-ELEVEn獅 | 11   | 10   | 3    | 5    | 0    | 0    | 0    | 0    | 59   | 34   | 24   | 61.0     | 3.54     | 1.34     |
| 2023 | 統一7-ELEVEn獅 | 21   | 19   | 8    | 5    | 0    | 0    | 0    | 0    | 115  | 44   | 38   | 110.0    | 3.11     | 1.23     |
| 2024 | 富邦悍將       | 5    | 5    | 0    | 3    | 0    | 0    | 0    | 0    | 29   | 16   | 16   | 23.1     | 6.17     | 1.71     |
| 合計 | 3年            | 37   | 34   | 11   | 13   | 0    | 0    | 0    | 0    | 203  | 94   | 78   | 194.1    | 3.61     | 1.32     |

## 外部連結
- 凱烏斯·桑普森在台灣棒球維基館上的頁面（繁體中文）
- 凱烏斯·桑普森在美國職棒官網（英语）
- 凱烏斯·桑普森在韓國職棒官網（投手）（英语）
- 凱烏斯·桑普森在中華職棒官網
- 凱烏斯·桑普森在Baseball-Reference.com（大聯盟）（英语）
- 凱烏斯·桑普森在Baseball-Reference.com（小聯盟以及海外聯盟）（英语）
- 凱烏斯·桑普森在ESPN（MLB）（英语）
- 凱烏斯·桑普森在FanGraphs.com（英语）
- 凱烏斯·桑普森在Retrosheet（英语）
- 凱烏斯·桑普森在The Baseball Cube（英语）